# Habrocestum gibbosum
Habrocestum gibbosum är en spindelart som beskrevs av Wesolowska, van Harten 2007. Habrocestum gibbosum ingår i släktet Habrocestum och familjen hoppspindlar. Inga underarter finns listade i Catalogue of Life.